# Плосконожки

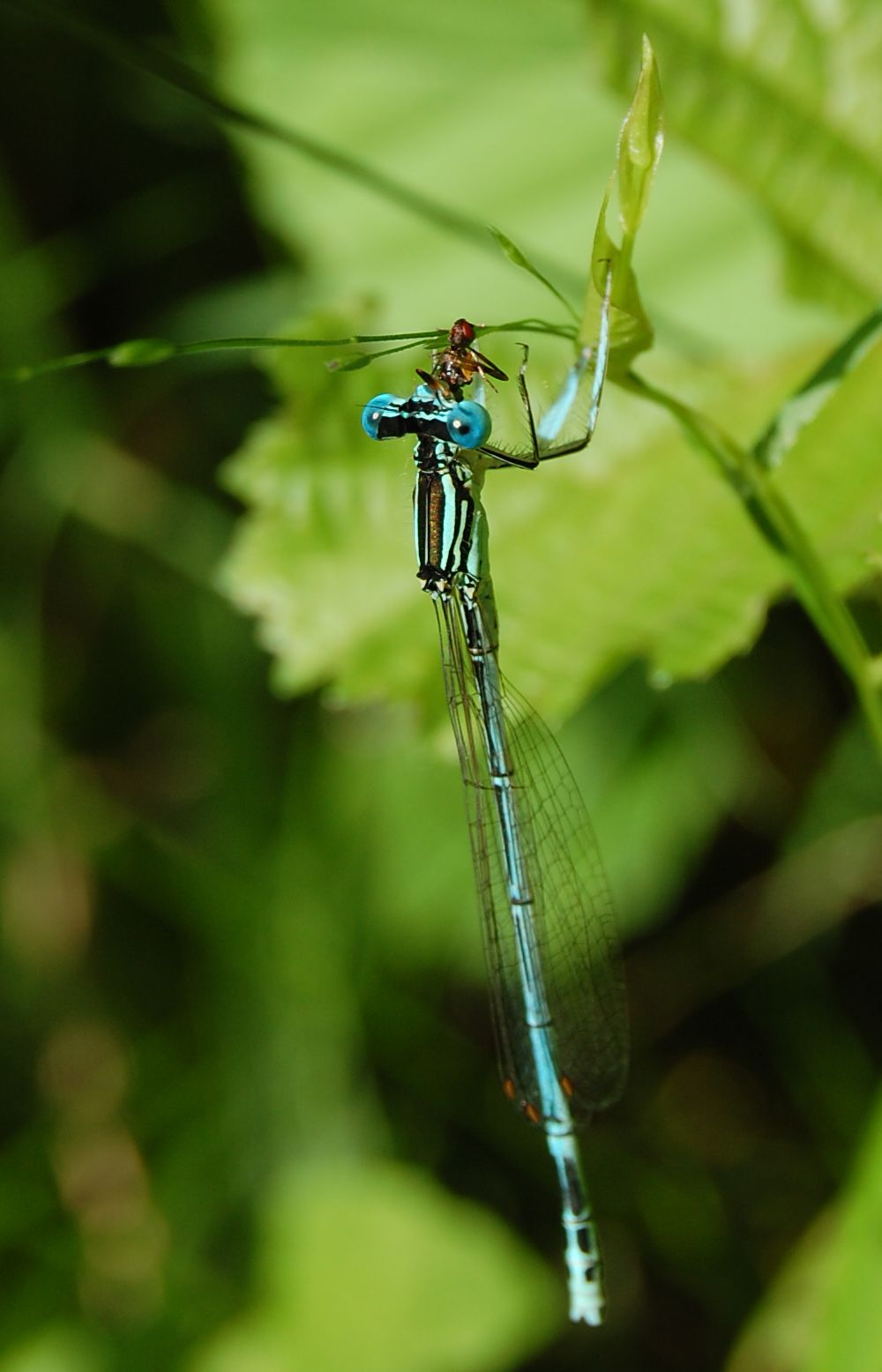
Плосконожка обыкновенная (Platycnemis pennipes)

Плосконожки (лат. Platycnemididae) — семейство стрекоз из подотряда равнокрылых. Насчитывает около 400 видов. В ископаемом состоянии известно из мелового бирманского янтаря.

## Описание
Длина 25—35 мм. Крылья 20—30 мм, их птеростигма короткая, равна по длине 1 ячейке, расположенной под ней. Средние и задние голени самцов обычно расширены.

## Систематика
Более 400 видов и 40 родов. Для фауны СССР указывалось 2 рода и 4 вида (1 вид рода Denticnemis и 3 вида рода Platycnemis). В мировой фауне ранее выделяли 2 подсемейства: Platycnemidinae (с родами Copera — Denticnemis — Platycnemis — Salomoncnemis) и Calicnemiinae Fraser, 1957 со всеми остальными родами. В новом таксономическом понимании включает представителей Disparoneuridae и 6 подсемейств: Allocnemidinae
Calicnemiinae, Disparoneurinae, Idiocnemidinae, Onychargiinae и Platycnemidinae.
- Allocnemis — 2 вида
- Arabicnemis — 1 вид
- Arabineura
- Archboldargia — 3 вида
- Asthenocnemis — 1 вид
- Caconeura
- Calicnemia — 16 видов
- Chlorocnemis — 14 видов
- Coeliccia — 59 видов
- Copera — 9 видов
- Cyanocnemis — 1 вид
- Denticnemis — 1 вид
- Disparoneura
- Elattoneura
- Esme
- Hylaeargia — 2 вида
- Idiocnemis — 19 видов
- Indocnemis — 1 вид
- Leptocnemis — 1 вид
- Lieftinckia — 6 видов
- Lochmaeocnemis — 1 вид
- Macrocnemis
- Matticnemis
- Melanoneura
- Mesocnemis — 5 видов
- Metacnemis — 3 вида
- Nososticta — 56 видов
- Oreocnemis — 1 вид
- Onychargia — 2 вида
- Palaiargia — 20 видов
- Papuargia — 1 вид
- Paracnemis — 1 вид
- Paramecocnemis — 2 вида
- Phylloneura
- Platycnemis — 32 вида
- Prodasineura
- Proplatycnemis
- Pseudocopera
- Rhyacocnemis — 2 вида
- Risiocnemis — 36 видов
- Salomoncnemis — 1 вид
- Sinocnemis — 2 вида
- Spesbona
- Stenocnemis — 1 вид
- Thaumatagrion — 1 вид
- Torrenticnemis — 1 вид
- † Yijenplatycnemis — 1 вид